# Mark Kosgei Kiptoo
Mark Kosgei Kiptoo (* 21. Juni 1976 in Lumino, Lugari District) ist ein kenianischer Langstreckenläufer.

## Werdegang
Nach seiner Schulausbildung an der Lumino Primary School und der Mukumu Boys School und seinem Wehrdienst ließ er sich 1998 von der Luftwaffe verpflichten und trat nach seiner Ausbildung am Kenya Armed Forces Technical Training College 2002 seinen Dienst an der Laikipia Air Base an.
2004 fing er mit dem Laufsport an, nachdem er sich hatte überreden lassen, für seine Abteilung bei einem Rennen teilzunehmen. Sein ernsthaftes Training wurde unterbrochen, als er von Januar 2006 bis März 2006 zur Mission der Vereinten Nationen in Burundi abkommandiert wurde. Im November 2006 startete er bei seinem ersten Crosslauf. Anfang des darauffolgenden Jahres verpasste als Zwölfter der nationalen Ausscheidungskämpfe die Teilnahme an den Crosslauf-Weltmeisterschaften.
Im Sommer wurde er Zweiter bei den nationalen Meisterschaften über 5000 m und daraufhin für die Afrikaspiele in Algier nominiert, bei denen er jedoch nur Neunter wurde. Wesentlich mehr Erfolg hatte er bei den Militärweltspielen in Hyderabad, bei denen er Gold über 5000 m und Silber über 10.000 m gewann.
2008 qualifizierte er sich als Zweiter der nationalen Ausscheidungskämpfe für die Crosslauf-Weltmeisterschaften in Edinburgh, bei der er auf den 14. Platz kam. Wie im Vorjahr wurde er Dritter bei den 10 Km du Conseil Général 13. Im Sommer wurde er Vierter über 10.000 m der kenianischen Ausscheidungskämpfe für die Olympischen Spiele in Peking und musste sich im Kampf um den dritten Startplatz mit nur 1,13 Sekunden Rückstand Micah Kipkemboi Kogo geschlagen geben. Beim Leichtathletik-Weltfinale wurde er Sechster über 3000 m und Vierter über 5000 m.
Im Jahr darauf trug er bei den Crosslauf-Weltmeisterschaften in Amman mit einem siebten Platz dazu bei, dass die kenianische Mannschaft Gold gewann. Bei den World 10K Bangalore wurde er Zweiter.
2010 wurde er Zweiter beim Halbmarathon Azkoitia – Azpeitia und gewann sowohl bei den Leichtathletik-Afrikameisterschaften in Nairobi wie auch bei den Commonwealth Games in Neu-Delhi Bronze über 5000 m. In der darauffolgenden Saison wurde er erneut Zweiter bei Azkoitia – Azpeitia und Dritter beim Parelloop.
2012 holte er bei den Afrikameisterschaften in Porto Novo Gold über 5000 m und Silber über 10.000 m. 2013 startete er nach Siegen bei Azkoitia – Azpeitia und beim Halbmarathon der Drake Relays erstmals über die 42,195-km-Distanz und wurde Zweiter beim Frankfurt-Marathon.
Im Oktober 2023 verbesserte er den Streckenrekord beim Marathon der 3 Länder am Bodensee auf 2:09:15 Stunden. 2023 bis 2025 gewann er den Zürich Marathon 3-mal in Serie, was zuvor noch keinem Läufer gelang. 2023 glückte ihm mit 2:09:12 h ein Weltrekord in der Mastersklasse M45. Zwei Jahre später blieb er mit 48 Jahren und einer Zeit unter 2:09:16 h nur vier Sekunden über seinem Weltrekord.
Mark Kosgei Kiptoo ist 1,75 Meter groß und wiegt 64 kg. Er bekleidet in den Streitkräften den Rang eines Korporals und wird vom Manager Ricky Simms (PACE Sports Management) betreut. Sein Mentor ist John Kemboi Kibowen, ebenfalls ein sportlicher Spätzünder, der der Luftwaffe angehörte.

## Persönliche Bestzeiten
- 3000 m: 7:32,97 min, 8. Mai 2009, Doha
- 5000 m: 12:53,46 min, 6. August 2010, Stockholm
- 10.000 m: 27:14,67 min, 8. Juni 2008, Eugene
- 10-km-Straßenlauf: 28:03 min, 1. Mai 2007, Marseille
- Halbmarathon: 1:00:42 h, 24. März 2013, Azpeitia
- Marathon: 2:06:16 h, 27. Oktober 2013, Frankfurt am Main
- Marathon: 2:06:49 h, 26. Oktober 2014, Frankfurt am Main